# Antique (EP)
Pour les articles homonymes, voir Antique.
Albums de Mucc
Tsuuzetsu
(2001)
Antique (アンティーク) est le premier EP du groupe de rock japonais Mucc. Il sort le 25 décembre 1999 sous le label indépendant Misshitsu Neurose grâce au soutien de Sakurai Ao, le guitariste de Cali≠gari.
La première édition étant limitée à 1 000 exemplaires, l'EP bénéficie d'une ressortie le 9 juin 2000 avec une piste bonus.

## Liste des titres
| 1. | Akai oto (赤い音)                     |  |
| 2. | Aka (アカ)                            |  |
| 3. | Orugooru (オルゴォル)                 |  |
| 4. | Shigatsu no rengesou (４月のレンゲ草) |  |
| 5. | Hai (廃)                              |  |

| 1. | ----------                            |      |
| 2. | Yakeato (焼け跡)                      |      |
| 3. | Shigatsu no rengesou (４月のレンゲ草) | 4:47 |
| 4. | Orugooru (オルゴォル)                 | 6:22 |
| 5. | Kokonoka (九日)                       | 5:46 |
| 6. | Aka (アカ)                            |      |